# Provincia de Crotona
Crotona (en italiano Provincia di Crotone) es una provincia de la región de Calabria, en Italia. Su capital es la ciudad de Crotona.
Tiene un área de 1717 km² y una población total de 239 292 hab. (2001). Hay 27 municipios en la provincia (fuente: ISTAT, véase este enlace).

## Municipios principales de la provincia de Crotona
(Datos a día 31 de mayo de 2005)
| Municipio             | Población |
| --------------------- | --------- |
| Crotona               | 60,157    |
| Isola di Capo Rizzuto | 14,688    |
| Cirò Marina           | 14,401    |
| Cutro                 | 10,360    |
| Petilia Policastro    | 9,495     |
| Mesoraca              | 6,853     |
| Strongoli             | 6,144     |
| Rocca di Neto         | 5,595     |
| Cotronei              | 5,528     |